# Гидравлика (завод, Уфа)
АО Уфимское агрегатное предприятие «Гидравлика» — российское предприятие по разработке и производству комплектующих изделий и агрегатов для авиации, а также ракетно-космической и оборонной техники. Входит в холдинг «Технодинамика» Госкорпорации Ростех.

## История предприятия
Предприятие было организовано на основе созданного в мае 1939 года в Ржеве первого в авиационной промышленности СССР завода по производству прокладок и уплотнительных материалов. После начала Великой Отечественной войны ржевский завод был перевезён сначала в Саратов, затем в Уфу, где был организован его филиал. В мае 1942 года предприятие смогло восстановить выпуск всей номенклатуры продукции головного предприятия.
В январе 1943 года Уфимский филиал Ржевского завода стал самостоятельным предприятием — Государственным заводом № 85.
В 1944—1945 годах предприятие освоило фильтры, агрегаты, изделия с высокой точностью и чистотой обработки.
В 1946 году завод начал выпускать также гражданскую продукцию керогазы для нужд населения.
С 1948 года начался выпуск гибких металлорукавов и экранирующих рукавов из латуни для защиты бортовой сети от радиопомех.
В 1951—1960 годах предприятие приступило к выпуску топливно-масляных агрегатов для новых двигателей Уфимского моторостроительного объединения.
В июле 1956 г. на базе завода создано ОКБ «Гидромеханика», ставшее главным разработчиком конструкторской документации на металлорукава, фильтры и агрегаты завода № 85.
В 1961—1965 гг. предприятие начало создавать сложные гидравлические, топливные, воздушные фильтры, гидроагрегаты, используемые в авиации и космонавтике. Здесь начато производство автоматов защиты бортовой электросети от перегрузок.
В сентябре 1966 г. предприятие получило было переименовано и стало называться «Гидравлика».
В период 1965—1970 гг. на предприятии было организовано новое специализированное производство, направленное на выпуск вспомогательного газотурбинного двигателя типа ТА-6. Начался выпуск особотонкостенных труб из нержавеющей стали и рукавов, некоторых комплектующих изделий для двигателя «Москвич-412», аэродромные фильтры-сепараторы большой производительности.
В 1969 г. в селе Чекмагуш открылся филиал завода, начавший выпуск уплотнительных изделий.
В 1971—1980 гг. впервые в Советском Союзе было создано производство гибких фторопластовых рукавов. Освоено массовое производство крестового суппорта для станков с программным управлением. Пущен цех по выпуску винтовых преобразователей.
В 1980—1990-е гг начался выпуск вспомогательных газотурбинных двигателей, турбонасосных установок, новых фильтров и агрегатов для авиации и космоса, рукавов для металлургии, машиностроения.
В 2000-е гг. открыто производство фильтров, рукавов, компенсаторов для автотракторной промышленности, атомной энергетики, нефтегазохимической и ряда других отраслей.
В ноябре 2002 г. был утверждён устав Федерального государственного унитарного предприятия Уфимское агрегатное предприятие «Гидравлика».
В июле 2011 г. предприятие стало акционерным обществом «Уфимское Агрегатное Предприятие «Гидравлика» и вошло в состав Госкорпорации Ростех.
20 мая 2025 года, из-за российского вторжения на Украину, компания включена в санкционный список стран Евросоюза как «разработчик и производитель продукции для авиации и военной техники, такой как МС-21, Ил-114, Су-57 и Ил-96-400М». Евросоюз отмечал что завод оказывает материальную поддержку участникам вторжения, например, изготавливает маскировочные сети силами работников предприятия.

## Руководители
- Глинкин, Сергей Александрович (май 1939 — январь 1943)
- Гутцайт, Семен Михайлович (январь 1943 — сентябрь 1948)
- Герасименко, Сергей Андреевич (сентябрь 1948 — июль 1953)
- Михайлов, Иван Андреевич (июль 1953 — июль 1954)
- Голованев, Дмитрий Иванович (июль 1954 — сентябрь 1956)
- Павлов, Леонид Ильич (февраль 1957 — март 1974)
- Тужилов, Георгий Петрович (март 1974 — январь 1984)
- Коробов, Владислав Петрович (июнь 1984 — октябрь 1986)
- Хузин, Ирек Саитович (ноябрь 1986 — май 1999)
- Пучнин, Николай Борисович (июнь 1999 — март 2005)
- Новиков, Виктор Алексеевич (июль 2005 — июнь 2012)
- Малышев, Василий Викторович (июль 2012 — февраль 2013)
- Жуковский, Виктор Михайлович (Февраль 2013 — август 2013)
- Лютов, Николай Александрович (август 2013 — июль 2016)
- Денисов, Сергей Александрович (июль 2016 — январь 2017)
- Новиков, Виктор Алексеевич (январь 2017 — по настоящее время)

## Предприятие сегодня
АО УАП «Гидравлика» в настоящее время разрабатывает и выпускает продукцию авиационного и ракетно-космического назначения: металлические и фторопластовые рукава и компенсаторы, различные авиационные агрегаты, фильтры (гидравлические, топливные, масляные, воздушные). В список выпускаемой продукции входят вспомогательные газотурбинные двигатели типа ТА-6, ТА-8, ТА-12 и турбинные установки.
Двигатели, выпускаемые предприятием, устанавливаются на Ан-22, Ил-76, Як-42, Ту-134, Ту-154, Ту-204, Бе-200, Ми-26. В число партнёров завода входят многие предприятия России и стран СНГ.
АО УАП «Гидравлика» поставляет свои изделия в другие страны: Китай, Индию, Польшу, Чехию, Словакию, Румынию.
Прибыль за 2011 год составила 1,09 млрд руб., из них 1 млрд получена от реализации гражданской продукции, чистая прибыль 9,49 млн руб., уставный капитал общества — 2,3 млн руб..
В 2011 году на развитие производственных мощностей УАП «Гидравлика» было направлено 439,4 млн.руб. Благодаря этому доля инновационной продукции составила – 5,6 %.
В 2013 году чистая прибыль УАП «Гидравлика» составила 30,44 млн руб. Это в 1,7 раза больше, показателей 2012 года. Выручка Гидравлики по сравнению с 2013 годом увеличилась на 17,7% и составила 2,33 млрд рублей.
В 2014 году «Гидравлика» переходит на международные системы управления качеством ISO 9001и AS/EN 9100. Международные стандарты призваны повысить конкурентоспособность уфимского предприятия аэрокосмической промышленности на зарубежных рынках.
В 2014 году холдинг «Авиационное оборудование» вдвое увеличил производство и выпуск вспомогательных силовых установок (ВСУ) на УАП «Гидравлика», увеличив их долю в общем объеме производимой продукции с 20% до 45%. Планируется, что к 2020 году предприятие наладит выпуск 150 ВСУ, благодаря которым будет осуществляться запуск двигателей на самолете Ил-76МД-90А, вертолете Ми-26 и т.д.
УАП Гидравлика будет поставлять гидравлические фильтры топлива и фторопластовые рукава для учебно-боевого самолета Як-130. Гидравлические фильтры топлива обладают повышенной степенью фильтрации, кроме того, изделия значительно (на 0,5 кг) легче аналогов, поэтому за счет установки двух таких систем вес самолета можно снизить на 1 килограмм. Производство удалось начать благодаря подписанию соглашения о поставке новейшего оборудования для учебно-боевого самолета Як-130 между холдингом «Технодинамика» и корпорацией «Иркут».